# Arctia stygia
Arctia stygia är en fjärilsart som beskrevs av Edward Alfred Cockayne 1953. Arctia stygia ingår i släktet Arctia och familjen björnspinnare. Inga underarter finns listade i Catalogue of Life.